# Paulien Couckuyt
Paulien Couckuyt (19 de mayo de 1997) es una deportista de Bélgica que compite en atletismo. Ganó una medalla de oro en el Campeonato Europeo de Atletismo Sub-23 de 2019, en la prueba de 400 m vallas.